# Holoneurus defecta
Holoneurus defecta är en tvåvingeart som först beskrevs av Friedrich Hermann Loew 1850.  Holoneurus defecta ingår i släktet Holoneurus och familjen gallmyggor.
Artens utbredningsområde är Polen. Inga underarter finns listade i Catalogue of Life.